# Houston Rockets 1987-1988
La stagione 1987-88 degli Houston Rockets fu la 21ª nella NBA per la franchigia.
Gli Houston Rockets arrivarono quarti nella Midwest Division della Western Conference con un record di 46-36. Nei play-off persero al primo turno con i Dallas Mavericks (3-1).

## Roster
| N° | Naz.                   | Ruolo | Sportivo          | Anno | Alt. | Peso |
| -- | ---------------------- | ----- | ----------------- | ---- | ---- | ---- |
| 1  | Stati Uniti (bandiera) | A     | Buck Johnson      | 1964 | 201  | 86   |
| 2  | Stati Uniti (bandiera) | C     | Joe Barry Carroll | 1958 | 213  | 102  |
| 7  | Stati Uniti (bandiera) | G     | Lester Conner     | 1959 | 193  | 82   |
| 10 | Stati Uniti (bandiera) | GA    | Purvis Short      | 1957 | 201  | 95   |
| 11 | Stati Uniti (bandiera) | G     | Sleepy Floyd      | 1960 | 191  | 77   |
| 13 | Stati Uniti (bandiera) | G     | Andre Turner      | 1964 | 180  | 73   |
| 18 | Stati Uniti (bandiera) | A     | Cedric Maxwell    | 1955 | 203  | 93   |
| 20 | Stati Uniti (bandiera) | G     | Steve Harris      | 1963 | 196  | 88   |
| 21 | Stati Uniti (bandiera) | G     | World B. Free     | 1953 | 188  | 84   |
| 22 | Stati Uniti (bandiera) | GA    | Rodney McCray     | 1961 | 201  | 100  |
| 30 | Stati Uniti (bandiera) | G     | Allen Leavell     | 1957 | 185  | 77   |
| 33 | Stati Uniti (bandiera) | GA    | Robert Reid       | 1955 | 203  | 93   |
| 34 | Nigeria (bandiera)     | C     | Akeem Olajuwon    | 1963 | 213  | 116  |
| 40 | Stati Uniti (bandiera) | AC    | Richard Anderson  | 1960 | 208  | 109  |
| 43 | Stati Uniti (bandiera) | AC    | Jim Petersen      | 1962 | 208  | 107  |
| 50 | Stati Uniti (bandiera) | GA    | Ralph Sampson     | 1960 | 224  | 103  |

## Staff tecnico
- Allenatore: Bill Fitch
- Vice-allenatori: Carroll Dawson, Rudy Tomjanovich